# 石山青空
石山 青空（いしやま あおぞら、2006年1月27日 - ）は、新潟県燕市出身のプロサッカー選手。Jリーグ・松本山雅FC所属。ポジションはミッドフィールダー。

## 来歴
アルビレックス新潟の下部組織出身。2023年4月に2024シーズンのトップチーム昇格内定および2種登録が発表された。
2024年、アルビレック新潟のトップチームに加入した。
2025年、松本山雅FCに育成型期限付き移籍で加入した。

## 所属クラブ
- 吉田サッカークラブ（燕市立燕西小学校）
- アルビレックス新潟U-15（燕市立燕中学校）
- アルビレックス新潟U-18（開志学園高等学校）
  - 2023年 アルビレックス新潟（2種登録）
- 2024年 - アルビレックス新潟
  - 2025年 - 松本山雅FC（育成型期限付き移籍）

## 個人成績
| 国内大会個人成績 | 国内大会個人成績 | 国内大会個人成績 | 国内大会個人成績 | 国内大会個人成績 | 国内大会個人成績 | 国内大会個人成績 | 国内大会個人成績 | 国内大会個人成績 | 国内大会個人成績 | 国内大会個人成績 | 国内大会個人成績 |
| 年度             | クラブ           | 背番号           | リーグ           | リーグ戦         | リーグ戦         | リーグ杯         | リーグ杯         | オープン杯       | オープン杯       | 期間通算         | 期間通算         |
| 年度             | クラブ           | 背番号           | リーグ           | 出場             | 得点             | 出場             | 得点             | 出場             | 得点             | 出場             | 得点             |
| 日本             | 日本             | 日本             | 日本             | リーグ戦         | リーグ戦         | リーグ杯         | リーグ杯         | 天皇杯           | 天皇杯           | 期間通算         | 期間通算         |
| ---------------- | ---------------- | ---------------- | ---------------- | ---------------- | ---------------- | ---------------- | ---------------- | ---------------- | ---------------- | ---------------- | ---------------- |
| 2023             | 新潟             | 40               | J1               | 0                | 0                | 1                | 0                | 0                | 0                | 1                | 0                |
| 2024             | 新潟             | 40               | J1               | 2                | 0                | 2                | 1                | 2                | 1                | 6                | 2                |
| 2025             | 松本             | 13               | J3               |                  |                  |                  |                  |                  |                  |                  |                  |
| 通算             | 日本             | 日本             | J1               | 2                | 0                | 3                | 1                | 2                | 1                | 7                | 2                |
| 通算             | 日本             | 日本             | J3               |                  |                  |                  |                  |                  |                  |                  |                  |
| 総通算           | 総通算           | 総通算           | 総通算           | 2                | 0                | 3                | 1                | 2                | 1                | 7                | 2                |

- 2023年は2種登録選手

出場歴
- 公式戦初出場 - 2023年3月8日 ルヴァン杯グループステージ第1節 アビスパ福岡戦（ベスト電器スタジアム）
- Jリーグ初出場 - 2024年5月25日 J1第16節 アビスパ福岡戦 (デンカビッグスワンスタジアム)